# Basilic perpétuel
Ocimum kilimandscharicum
Espèce
Le basilic perpétuel (Ocimum kilimandscharicum) est une espèce de plantes à fleurs de la famille des Lamiaceae. C'est une plante herbacée originaire d'Afrique de l'Est. Cette plante est largement cultivée pour ses feuilles aromatiques utilisées en cuisine et en médecine traditionnelle.

## Description
Le basilic perpétuel est une plante herbacée vivace qui peut atteindre une hauteur d'environ un mètre.
Elle possède des tiges dressées et ramifiées, ainsi que des feuilles opposées de forme ovale, mesurant environ 5 à 8 cm long. 
Une caractéristique notable du basilic perpétuel est la couleur violette intense de ses jeunes feuilles qui virent ensuite au vert. Cette couleur est due à la présence d'un pigment appelé anthocyane, qui confère à la plante cette teinte caractéristique. Les feuilles violettes apportent une touche d'originalité et de beauté dans le jardin, en créant un contraste saisissant avec le feuillage vert d'autres plantes. Ces feuilles dégagent un parfum camphré puissant lorsqu'elles sont froissées.
Les fleurs sont regroupées en grappes compactes et de couleur blanche ou mauve pâle.

## Culture
Le basilic perpétuel est une plante relativement facile à cultiver. Elle préfère un sol bien drainé, riche en matière organique et une exposition ensoleillée.
Cette plante est sensible au froid (mais moins que le basilic romain) et peut être cultivée en tant que plante annuelle dans les régions aux hivers rigoureux. Dans les régions plus chaudes, elle peut être cultivée comme une plante vivace. La multiplication peut se faire par graines ou par bouturage.

## Utilisations
Le basilic perpétuel est principalement cultivé pour ses feuilles aromatiques. Ces feuilles dégagent une saveur intense, rappelant celle du basilic commun (Ocimum basilicum), mais avec des notes plus épicées. Elles sont souvent utilisées dans la cuisine pour aromatiser les plats, notamment les salades, les soupes, les sauces et les plats à base de viande ou de poisson. Les feuilles fraîches peuvent également être utilisées pour préparer des infusions ou des tisanes.
En plus de son utilisation culinaire, le basilic perpétuel a également des propriétés médicinales. Il est connu pour ses propriétés antioxydantes, antimicrobiennes et anti-inflammatoires. Dans certaines cultures, il est utilisé pour soulager les maux d'estomac, les troubles digestifs et les douleurs articulaires. Cependant, il est important de noter que les informations sur les propriétés médicinales du basilic perpétuel sont principalement basées sur des connaissances traditionnelles et nécessitent des recherches scientifiques supplémentaires pour être confirmées.

## Intérêt mellifère
En plus de sa beauté visuelle, le basilic perpétuel présente un intérêt mellifère important. Les fleurs de la plante sont riches en nectar, attirant ainsi les abeilles et d'autres insectes pollinisateurs. Cela en fait une plante précieuse dans les jardins écologiques et les zones favorables à l'apiculture. De plus, le nectar des fleurs peut être utilisé par les abeilles pour produire un miel au goût délicat et subtil.

## Systématique
Le nom correct complet (avec auteur) de ce taxon est Ocimum kilimandscharicum Baker ex Gürke, 1895.
Ocimum kilimandscharicum a pour synonymes :
- Ocimum johnstonii Baker
- Ocimum tortuosum Baker